# Komodói varánusz

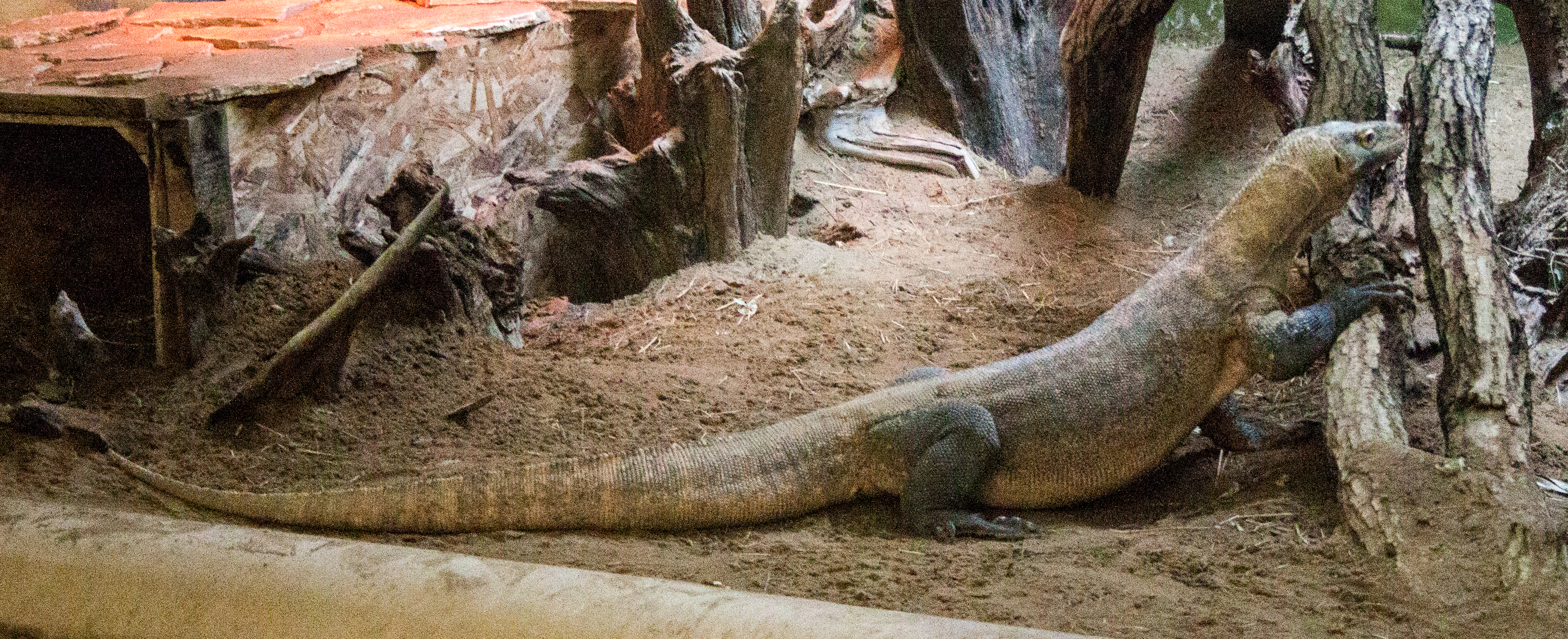
Komodói varánusz a Nyíregyházi Állatparkban

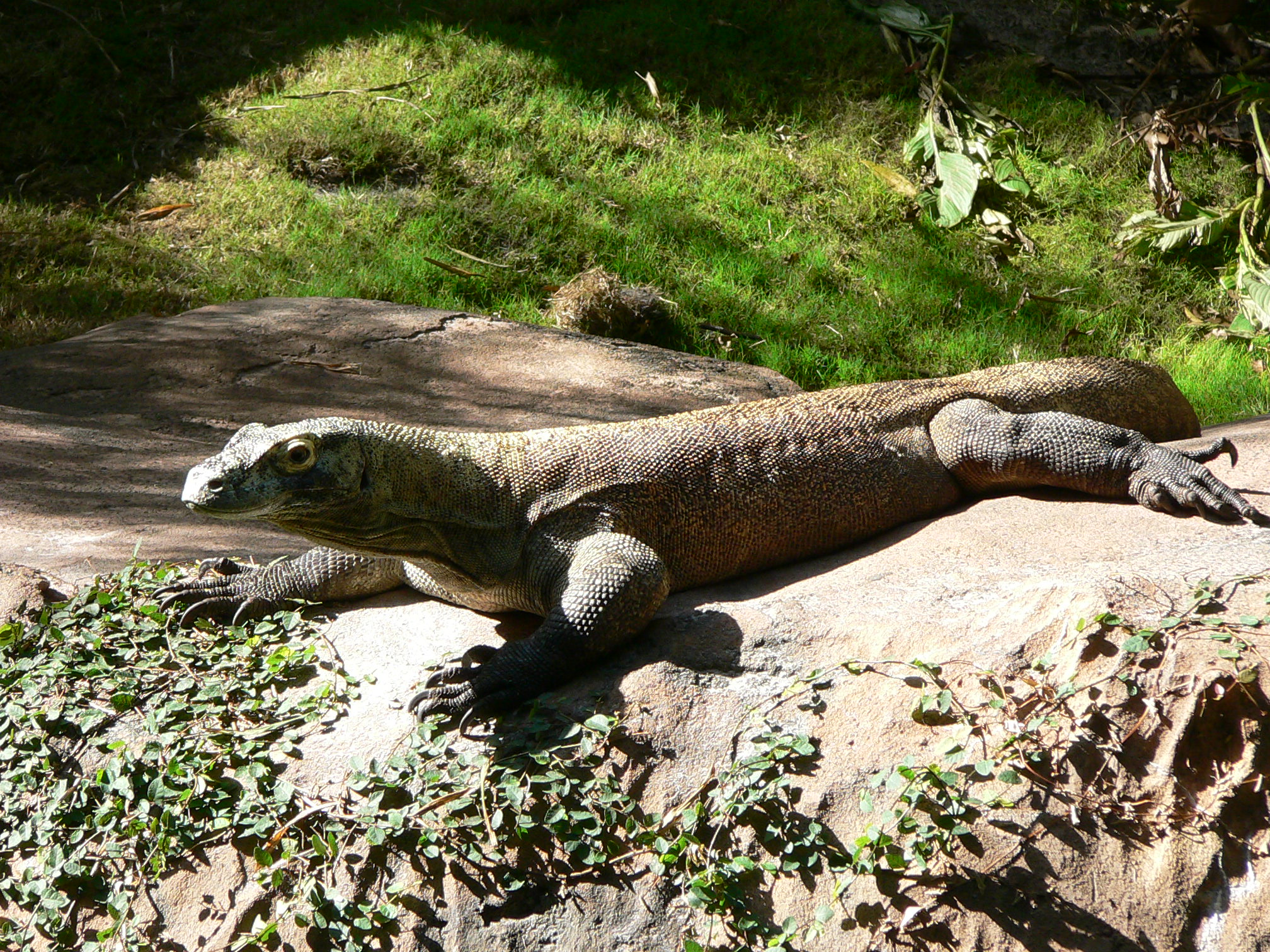

A komodói varánusz, komodói óriásgyík vagy komodói sárkány (Varanus komodoensis) a hüllők (Reptilia) osztályába pikkelyes hüllők (Squamata) rendjébe és a varánuszfélék (Varanidae) családjába tartozó legismertebb faja.
A világ legnagyobb gyíkjának testhossza 2,3–3,13 méter, testtömege átlagosan 70 kilogramm. Egy példája az izolált gigantizmusnak. Az indonéziai Komodo szigetén nem él rajta kívül egyéb húsevő állat, amely evolúciós versenyhelyzetet teremthetne.
A párzási időszaka májustól augusztusig tart, és a tojásrakásra szeptemberben kerül sor. Húsz tojást rak, sokszor ásótyúkok elhagyott fészkeibe, amelyek hét hónap után kelnek ki.
A komodói varánusz a ma ismert legnagyobb termetű gyíkféle, ennek ellenére későn fedezték fel: 1911-ben egy pilóta, kis repülőgépe meghibásodása miatt, kénytelen volt a Komodo-sziget közelében a tengerre leszállni. Ő volt az első európai, aki látta a hatalmas gyíkot. Amikor szerencsés hazatérése után beszámolt élményéről, eleinte nem hittek neki. 1912-ben írták le először az európai zoológusok, a bennszülöttek már régóta ismerték ezeket a „szárazföldi krokodilokat”.

## Evolúciója
A mitokondriális DNS genetikai elemzése azt mutatja, hogy a legközelebbi rokona (nővértaxonja) az ausztrál hálós varánusz (Varanus varius), és közös ősük egy olyan vonalból vált el, amely a Szalagos varánuszhoz (Varanus salvadorii) vezetett Új-Guineában. Egy 2021-es tanulmány szerint a késő miocén idején a komodói varánusz ősei hibridizáltak az ausztrál homoki varánusz (beleértve a V. spenceri, V. gouldii, V. rosenbergi és V. panoptes) közös ősével.
Queensland területén talált fosszíliák azt bizonyítják, hogy a komodói varánusz egykor Ausztráliában is jelen volt, a legkorábbi leletek a kora pliocénből származnak (kb. 3,8 millió évvel ezelőttről), míg a legkésőbbi megerősített leletek a középső pleisztocénből valók, körülbelül 330 000 évvel ezelőttről. Ausztráliában a komodói varánusz együtt élt az akkoriban létezett még nagyobb méretű varánuszfajjal, a Varanus priscus-szal, amelyet megalániaként is ismerünk, és amely a legnagyobb valaha ismert szárazföldi gyík volt.
A komodói varánusz legkorábbi ismert leletei Flores szigetéről származnak, körülbelül 1,4 millió évvel ezelőttről, a kora pleisztocén időszakból. Továbbá Jáván és Timoron talált pleisztocén kori Varanus-fosszíliák is a komodói varánuszhoz tartozhatnak.

## Elterjedése
A komodói sárkány az Indonéz-szigetvilág lakója. Csak pár kisebb szigeten él ez a hüllő, így a Kis-Szunda-szigeteken (Komodo-, Rintja-szigeteken) a Komodo Nemzeti Parkban és a Flores-sziget nyugati részén. Padar-szigetén is élt, de onnan táplálékhiány miatt az 1980-as években kipusztult.

## Megjelenése
A komodói varánusz a legnagyobb termetű gyíkfaj. Átlagos tömege nemtől függetlenül 70 kg. A nőstény átlagosan 68–73 kg tömegű és 2,3 m hosszú, míg a hím átlagosan 80–90 kg tömegű és 2,6 m hosszú. A legnagyobb talált példány 3,13 m hosszú és 166 kg tömegű volt. Teste erőteljes, hosszan megnyúlt, koponyája hosszúkás, erőteljes állkapoccsal. Lábai kissé emelik testét a föld fölé, így igazán gyors futásra nem képes. A lábujjak karmokban végződnek. Pikkelyei kerekdedek, vastagok, ellenállók, egyszínűek, szürkésfeketék, vagy nagyon sötét szürkésbarnák. A szájüregben egy 30 cm hosszúságú villás nyelv foglal helyet. A szagokat is nyelvével érzékeli. Nemi kétalakúságuk gyenge, a nőstény valamivel kisebb, mint a hím.

## Életmódja
A komodói sárkány ragadozó állat, természetes ellensége tulajdonképpen nincs, tehát csúcsragadozónak tekinthető. Szaglása kitűnő, így már messziről megérzi a zsákmány szagát. Élő nagyvadat (pl. szarvast, vaddisznót, majmot) csak ritkán tudnak elejteni, inkább kisebb állatokat fogyasztanak: bogarakat, hernyókat, más rovarokat, kisebb tengerparti állatokat, tojásokat, sőt esetenként saját utódaikat is fölfalják (kannibalizmus). Legkiadósabb táplálékuk a döghús, csoportosan járnak az elhullott állatok bűzlő tetemeire, amelyekből a kitépett kisebb-nagyobb darabokat egészben nyelik le. Fogaik rágásra alkalmatlanok. Még a dög csontjait, koponyáját is elfogyasztják, ha képesek azt lenyelni. Nem egy esetben hallhatunk arról, hogy komodói sárkány embert falt föl, hisz minket is zsákmányállatnak tekint.
A komodói varánusz (Varanus komodoensis) mellső végtagjainak anatómiai vizsgálatai kimutatták, hogy az erőteljes izomzat és a végtagok speciális felépítése kulcsszerepet játszik a mozgásban és a zsákmányszerzésben. A mellső végtagok támogatják a nagy testtömeg stabil megtartását és lehetővé teszik a testsúly áthelyezését, ami különösen fontos a zsákmány elejtésekor és feldolgozásakor. Az izomzat adaptív kialakítása elősegíti a hatékony mozgást a szigeteken jellemző változatos terepen, beleértve a gyors, rövid távú futás képességét is.
A végtagok és az állkapocs közötti szoros együttműködés megkönnyíti a zsákmány rögzítését és feldarabolását.
A varánusz harapása bármely állatra nézve végzetes. Egy ideig a szájüregben található kórokozó baktériumoknak tulajdonították, melyek a sebből a vérbe jutva pár napon belül vérmérgezést, majd halált okoznak, így a megharapott vad még el tud menekülni a gyík elől, de pár nap múlva elpusztul, amit a gyík kivár. Az újabb kutatások ezt már kizárják, sokkal inkább a varánusz szájában található méregmirigyek okozzák a megharapott vad halálát.
A fogainak részletes vizsgálata kimutatta, hogy a fogakat vékony vasréteg borítja, amely különleges tartósságot és élességet biztosít számukra. Ez a bevonat jelentősen csökkenti a kopást, ami különösen fontos a nagy zsákmány feldolgozásakor.

## Szaporodása

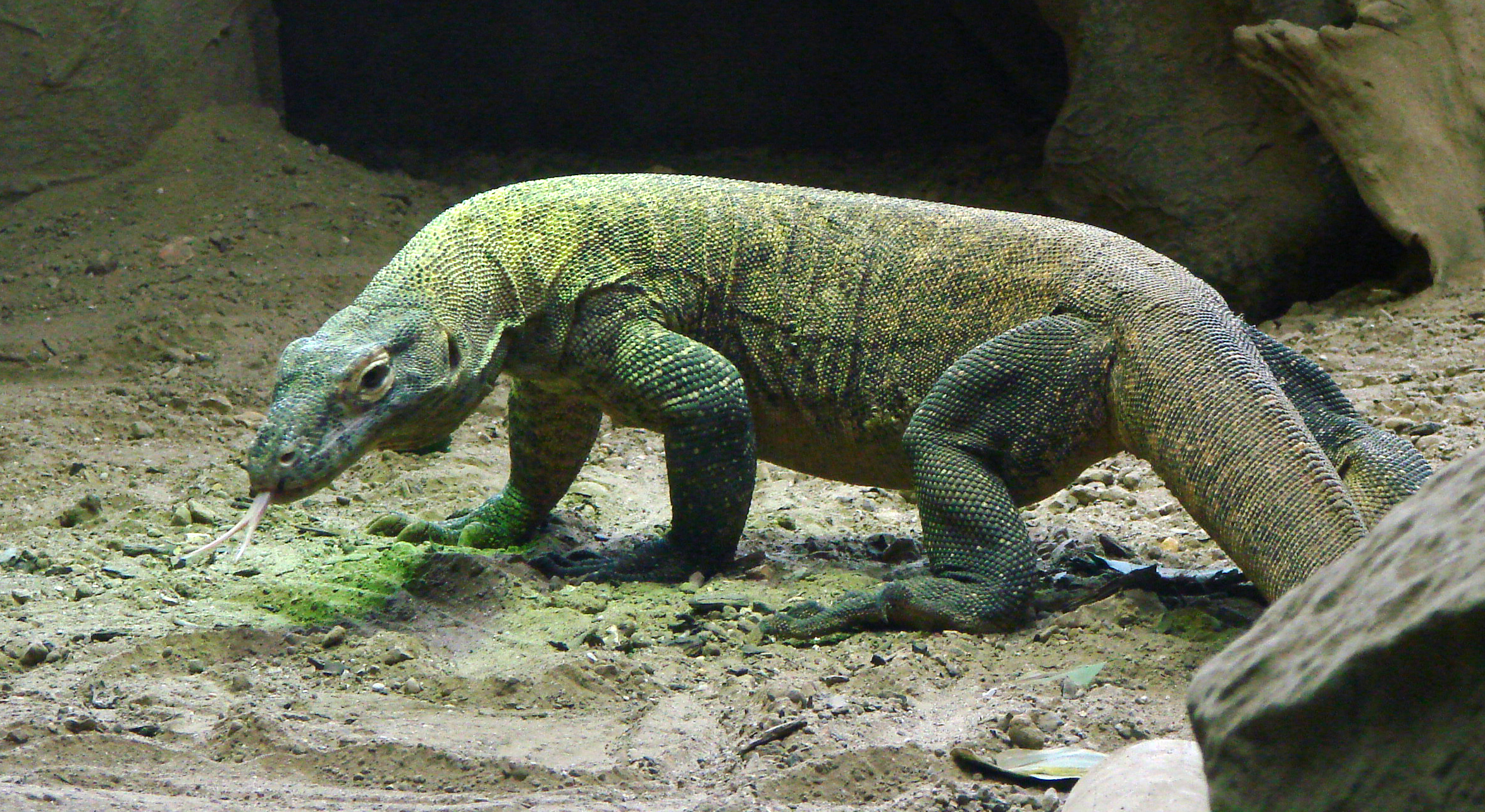

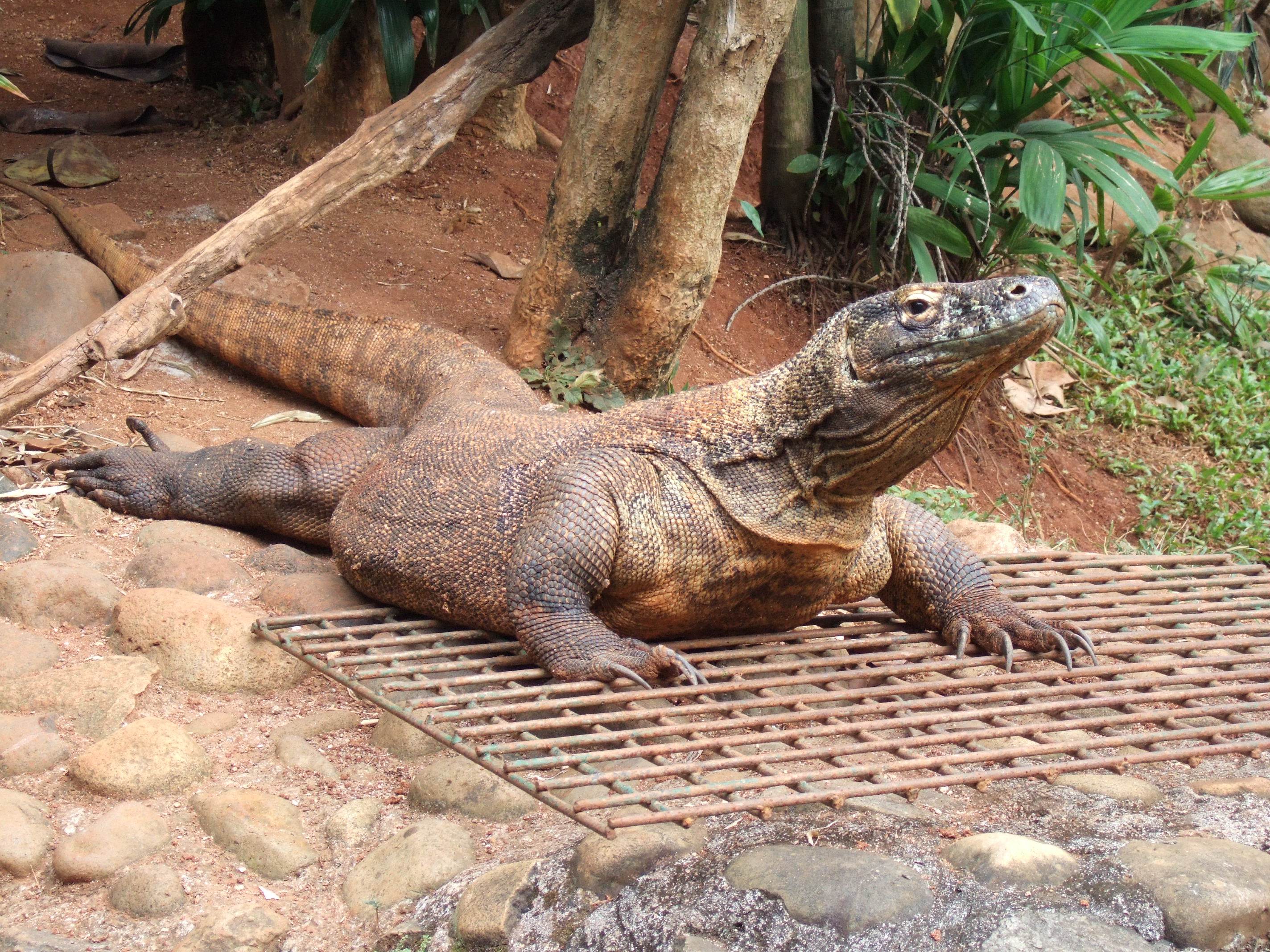

A párzási időszak, késő tavasszal kezdődik. Ekkor kerül sor a hímek közötti küzdelemre: egymásnak vetik magukat (még a testüket is felfújják a cél érdekében), és addig küzdenek, amíg a gyengébb a talajhoz lapulva meg nem adja magát. A mindennemű előjogok természetesen csak a párharc győztesét illetik meg, miáltal kizárólag a legerősebb örökítheti át a tulajdonságait az utónemzedékre. A gyenge vagy sérült példánynak semmi esélye, hiszen ezután még a nőstényt is párzásra kellene kényszerítenie. (Ez még a győztesnek is kemény feladat.)
A nőstény a vemhesség ideje alatt egy alagutat ás a föld alá - legalább két méter mélyen -, ahol egy akkora üreget készít, amelyben ő maga is kényelmesen elfér. Ide rakja le a 25—30 darab lúdtojás nagyságú tojását, melyeket ezután gondosan betemet az alagúttal együtt. Ettől fogva kívül őrködik, és a kicsik kikeléséig nem is táplálkozik: a farkában elraktározott zsír tartja életben.
Az utódok ősszel látják meg a napvilágot, de egyelőre nagyon eltérnek kifejlett rokonaiktól: fürgék, élénk mintázatúak, a bőrük színe a fák kérgéhez, lombozatához alkalmazkodik. Ez nem véletlen, ugyanis már a kikelésük pillanatában is az ösztöneik irányítják őket, villámgyorsan fel a legközelebbi fára, a lombok adta menedékbe.
A fiatal egyedek kisebb testű zsákmányokra, például rovarokra, gyíkokra és kisebb emlősökre vadásznak, és gyakran fára másznak, hogy elkerüljék a ragadozókat. Ezzel szemben a felnőtt varánuszok nagyobb zsákmányt, például szarvasokat, vaddisznókat és bivalyokat ejtenek el, és csúcsragadozóként dominálnak élőhelyükön.
Az ontogenetikus niche-váltás lehetővé teszi, hogy a populáció különböző életszakaszban lévő egyedei elkerüljék a táplálékért való közvetlen versenyt. Ezen kívül a felnőtt varánuszok a lebontó ökológiai szerepkört is betöltik, mivel elpusztult állatok tetemeit is elfogyasztják, hozzájárulva az élőhely tisztán tartásához.
A komodói varánusz egyik különleges tulajdonsága, hogy képes a szűznemzésre. Ez a biológiai jelenség, amelynek lényege, hogy a nőstények alkalmanként hímek „közreműködése” nélkül is képesek utódoknak életet adni, előfordul ugyan a természetben, ám a magasabb rendű gerinceseknél, így a hüllőknél is, rendkívüli ritkaságnak számít.

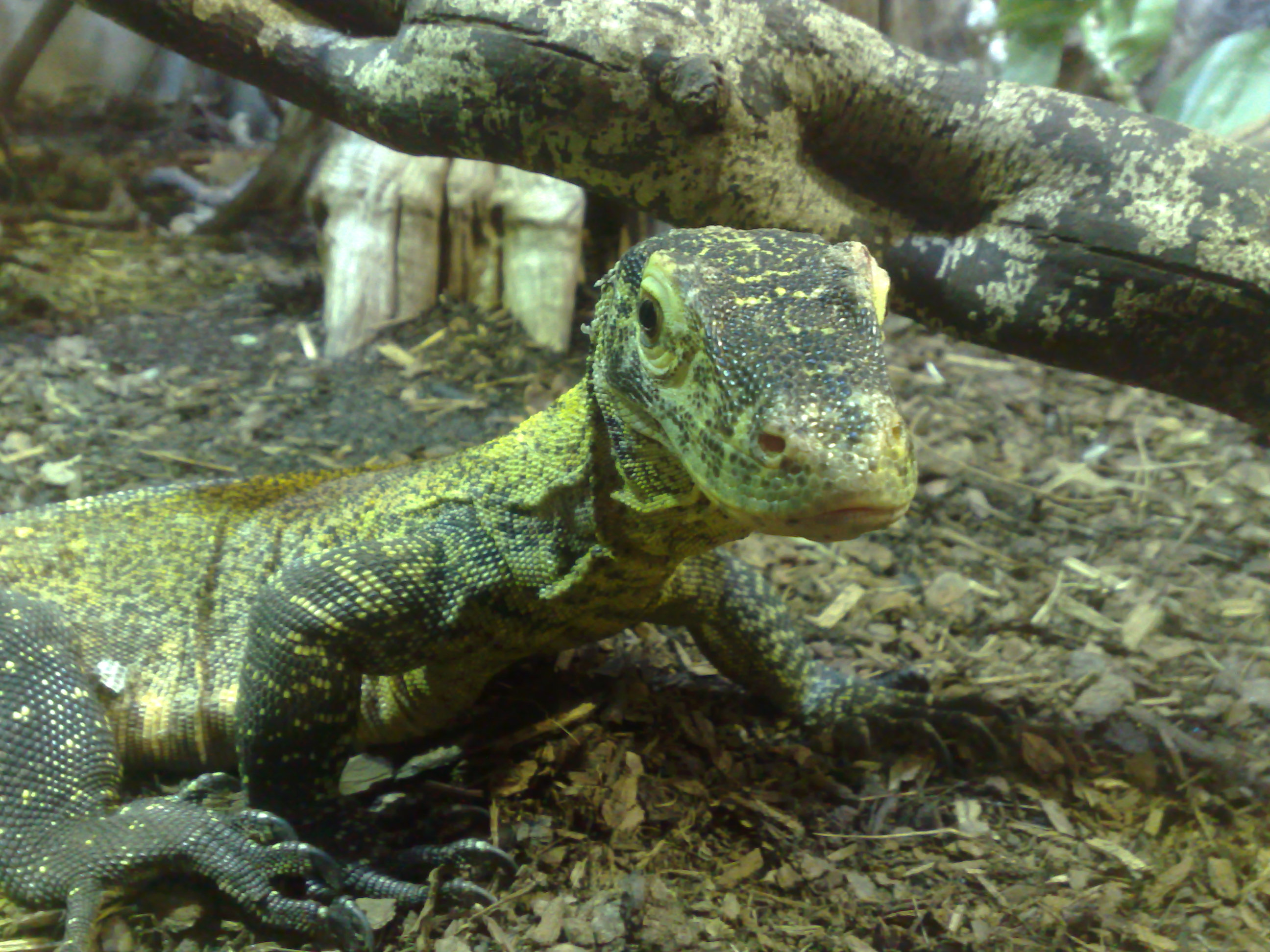
Egy szűznemzésből származó, a tojásból frissen kikelt komodói varánusz

2007 elején azonban az egész világsajtót bejárta az a hír, hogy a komodói sárkányok képesek a szűznemzésre, amint ez a londoni és a chesteri állatkertekben világra jött utódokról kétséget kizáróan bebizonyosodott.  A természettudósok szerint a szűznemzés képessége azért előnyös a komodói varánuszok számára, mert számos szigetből álló élőhelyükön könnyen kerülhetnek olyan környezetbe, ahol nagyon kicsi az esély arra, hogy a párok találkozzanak. Biológiai okokból a szűznemzésből származó utódok csak hímek lehetnek.

## A komodói varánusz és az ember

### Az első sárkány legendája
"Valamikor réges-régen Komodó szigetén élt egy Putri Nága nevű hercegnő. Történt egyszer, hogy a hercegnő összeházasodott egy Moja nevű férfival. Nászukból két ikerfiú született, ám elborzadva látták, hogy egyik fiuk normális, emberalakú, azonban a másik egy gyíkra hasonlít. Az emberszerű fiút Gerongnak, míg gyíkszerű ikertestvérét Orának nevezték el. Hamarosan Orát az erdőbe száműzték, míg Gerongot a királyi palotában nevelték fel. Telt-múlt az idő, Gerong felnővén erős, izmos férfivá érett, és egy napon elindult szarvasra vadászni a sűrű vadonba. Ekkor találkozott egy óriási gyíkkal, és úgy határozott, lándzsájával megöli. Azonban anyja, Putri Nága sikoltozva állt közéjük, és megkérte Gerongot, hogy ne bántsa a gyíkot, bevallotta fiának, hogy a gyíkot Orának hívják, és valójában Gerong testvére. Gerong letette lándzsáját, és azóta komodó lakói testvérekként tekintenek az óriási gyíkokra, és igyekeznek elkerülni velük az ellenségeskedést."
Az első legenda, amelyet az európaiak megismerhettek a komodói őslakosoktól a szigeten élő hatalmas gyíkokról.

### Komodói sárkány az állatkertekben
Impozáns mérete és különleges megjelenése miatt a komodói sárkány felfedezése óta nagyon áhított faj az állatkertek számára. Indonézia sokáig csak különlegesen ritka alkalmakkor adott komodói varánuszokat külföldi állatkerteknek, és vásárlásra is csak nagyon ritkán nyílt mód. 
Emiatt a komódói varánusz elég ritka faj volt az állatkertekben. A fogságban való tenyésztés ugyan már sikerült, de most sem tekinthető különösen gyakori fajnak. A faj Európában csak tizenkét állatkertben látható.
Magyarországra 2008 április végén érkezett először ilyen hüllő. Az állat a chesteri állatkertben szűznemzéssel világra jött egyedek közül való. A Fővárosi Állat- és Növénykert több éve szervezi a komodói varánusz beszerzését, hiszen egy ilyen állat bemutatásához kiterjedt egyeztetésre van szükség az Európai Állatkertek és Akváriumok Szövetsége (EAZA) által fenntartott komodói sárkány tenyészprogram keretében.
2010 februárjában egy hím és nőstény egyed érkezett egyenesen Indonéziából a Nyíregyházi Állatparkba a dzsakartai állatkertből. A két állat egy hosszútávú együttműködési megállapodás keretében érkezhetett Magyarországra.